# プラク・モニ・ウドン
プラク・モニ・ウドン（クメール語: ប្រាក់ មុន្នីឧត្តម、1994年8月24日 - ）は、カンボジアのサッカー選手。カンボジア代表。マレーシア・プレミアリーグのヌグリ・スンビランFAに所属。
氏名についてはプラク・モニ・ウドムと記される事もある。

## 経歴
2009年にプレア・カン・リーチFCに入団。その後、同チームの主将となった。
2018年にマレーシアのヌグリ・スンビランFAに移籍した。

## 代表歴
カンボジアU-23代表の主将を務めた。2011年からA代表に選出されている。

## 個人
サッカー日本代表の香川真司のファンであると云う。しかし、日本代表と対戦する機会であった2018 FIFAワールドカップ・アジア2次予選では9月のアウェー戦は負傷により辞退、11月のホーム戦はベンチとなり対戦は叶わなかった。

## 個人成績

### 代表
A代表でのゴール一覧
| #  | 日附           | 場所                                           | 対戦相手       | 得点 | 結果 | 大会                              |
| -- | -------------- | ---------------------------------------------- | -------------- | ---- | ---- | --------------------------------- |
| 1. | 2012年10月9日  | ヤンゴン・トゥウンナ・スタジアム               | ブルネイ       | 1–0  | 2–3  | 2012 AFFスズキカップ予選          |
| 2. | 2015年11月3日  | プノンペン・プノンペン・オリンピックスタジアム | ブルネイ       | 1–1  | 6–1  | 親善試合                          |
| 3. | 2015年11月3日  | プノンペン・プノンペン・オリンピックスタジアム | ブルネイ       | 3–1  | 6–1  | 親善試合                          |
| 4. | 2016年6月7日   | プノンペン・プノンペン・オリンピックスタジアム | 中華民国       | 2-0  | 2-0  | AFCアジアカップ2019予選プレーオフ |
| 5. | 2016年10月15日 | プノンペン・プノンペン・オリンピックスタジアム | ラオス         | 1-0  | 2-1  | 2016 AFFスズキカップ予選          |
| 6. | 2016年10月18日 | プノンペン・プノンペン・オリンピックスタジアム | ブルネイ       | 1-0  | 3-0  | 2016 AFFスズキカップ予選          |
| 7. | 2016年10月18日 | プノンペン・プノンペン・オリンピックスタジアム | ブルネイ       | 3–0  | 3-0  | 2016 AFFスズキカップ予選          |
| 8. | 2017年6月13日  | プノンペン・プノンペン・オリンピックスタジアム | アフガニスタン | 1-0  | 1-0  | AFCアジアカップ2019予選プレーオフ |
| 9. | 2017年11月9日  | プノンペン・プノンペン・オリンピックスタジアム | ミャンマー     | 1-1  | 1-2  | 親善試合                          |

### U23
| #  | 日附          | 場所                                         | 対戦相手     | 得点 | 結果 | 大会                               |
| -- | ------------- | -------------------------------------------- | ------------ | ---- | ---- | ---------------------------------- |
| 1. | 2015年3月27日 | バンコク・ラジャマンガラ・スタジアム         | タイ         | 1–0  | 1-2  | AFC U-23選手権2016予選             |
| 2. | 2015年6月3日  | シンガポール・ジャラン・ベサール・スタジアム | フィリピン   | 1–0  | 3–1  | 東南アジア競技大会サッカー競技2015 |
| 3. | 2015年6月6日  | シンガポール・ジャラン・ベサール・スタジアム | インドネシア | 1–0  | 1–6  | 東南アジア競技大会サッカー競技2015 |

## タイトル

### クラブ
プレア・カン・リーチFC/スヴァイリエンFC
- カンボジア・リーグ: 2013
- フン・セン・カップ: 2011, 2012, 2015, 2017

### 個人
- フン・セン・カップ得点王: 2015